# Éditions musicales Robert Martin
Pour les articles homonymes, voir Robert Martin.
Les Éditions musicales Robert Martin ou Éditions Robert Martin sont une maison d'édition française de musique, initialement consacrées à la publication d'ouvrages musicaux destinés aux orchestres à vent, batteries-fanfares, fanfares, cliques et harmonies, calqués sur le modèle militaire du milieu du XIXe siècle et la vente d'instruments à vent et de percussion et leurs accessoires; elles diversifient leur production dans les années 1980 (musique de film...). Situées près de Mâcon depuis leur création, les éditions distribuent dans le monde entier

## Histoire
Après avoir fondé une première maison d'édition (fonds d'édition Blocquel et Sterckx réunis, dépôt exclusif du fonds Maroky) à Paris dans les années 1920, Robert Martin (1898-1982) fonde la maison d’éditions appelée « Editions Gessiennes » en 1934 au pays de Gex. 
Depuis la seconde guerre mondiale, la maison d'édition est installée 9, rue Boccard à Mâcon. 
Dans les années 1950, la maison d'édition rachète deux des plus gros fonds français de musique pour harmonie et fanfare, éditions Andrieu Leblanc et éditions Gérard Billaudot.
La maison Robert Martin édite ses premiers catalogues (éditions musicales, instruments de musique, uniformes) dès les années 1926.
En 1960, la maison d'édition est transférée à Charnay-lès-Mâcon.
À la mort de Robert Martin en 1982, Gérard Lapalus, son petit-fils par alliance, reprend la direction de la maison, puis c’est au tour de  Paul Louis Martin, petit-fils également. 
En 2002, la maison est rachetée par Max Desmurs et Christophe Félix .

## Distribution
Au gré des évolutions du secteur, la maison Robert Martin distribue et rachète des fonds de partitions:
- éditions Symphony Land, spécialiste du trombone et des cuivres ;
- éditions Rubin pour la musique contemporaine ;
- éditions François Dhalmann, publication de la musique du 21e siècle (récital et apprentissage) ;
- Resolute Music Publication éditions créées en 2011 par Jeffrey E. Vickers, consacrées aux musiques modernes et aux pièces pour saxophone en particulier ;
- éditions Auguste Zurfluh, fonds repris depuis 2011 ;
- éditions da Camera, maison créée en 2012 spécialisée dans la musique de chambre ;
- fonds « Christine Paquelet édition arts » cédé en 2017.

## Instruments de musique
Dans les années 1950, les éditions Robert Martin ont distribué des instruments de musique de marque reconnue (Noblet, Buffet-Crampon, Couesnon, Malerne ... ) et également des instruments stencil marqués  « ROBERT MARTIN MACON » modèles standard, luxe ou constellation comme des saxophones Maurice Boiste, Louis Pierret et Henri Dolnet.